# Stéphane Bruey
Stéphane Bruey (Parigi, 1º dicembre 1932 – Belley, 30 agosto 2005) è stato un calciatore francese, di ruolo attaccante.